# Tube 2D
 (janvier 2022).
Si vous disposez d'ouvrages ou d'articles de référence ou si vous connaissez des sites web de qualité traitant du thème abordé ici, merci de compléter l'article en donnant les références utiles à sa vérifiabilité et en les liant à la section « Notes et références ».
Tube 2D est un standard de formats de flacons de laboratoire non propriétaire. Ils doivent leur nom au code-barres 2D situé au cul du flacon, permettant une identification unique de chaque tube. Les flacons peuvent être stériles ou non, avec différentes versions de bouchons et capsules. Leur capacité va de 100μL à 12mL.
Ils sont vendus dans des barquettes de regroupement ou portoirs spécialement adaptés à leur usage. Par exemple les portoirs sont percés pour laisser apparaitre les codes-barres sur la partie inférieure, permettant une lecture automatique par caméra des tubes sans les sortir, ils sont équipés de code-barre de regroupements.

## Code-barre 2D
Les codes barres peuvent être des QR-code ou des Datamatrix, mais présentent tous la spécificité d'être enregistrés dans une base de données unique alimentée par les fabricants afin de garantir une unicité de chaque tube.